# Campeonato de Fútbol de Costa Rica 1948
El Campeonato de Fútbol de 1948, fue la edición número 28 de Liga de Fútbol de Costa Rica en disputarse, organizada por la FEDEFUTBOL.
El Herediano logra el tercer bicampeonato de su historia. El campeón del torneo se decidió en una cuadrangular entre el Herediano, Alajuelense, Cartaginés y Orión.

## Equipos participantes
| Provincia | N.º | Equipos                                                             |
| --------- | --- | ------------------------------------------------------------------- |
| San José  | 4   | La Libertad, Gimnástica Española, Orión y Universidad de Costa Rica |
| Alajuela  | 1   | Alajuelense                                                         |
| Cartago   | 1   | Cartaginés                                                          |
| Heredia   | 1   | Herediano                                                           |

## Formato del Torneo
Torneo disputado a una sola vuelta, los equipos debían enfrentarse todos contra todos. Se disputó el título entre los cuatro mejores de la tabla general, haciendo una cuadrangular a una vuelta entre ellos. En el último hubo un empate en puntos entre La Libertad y Gimnástica, y se decidió que ambos jugaran una liguilla la cual fue ganada por los decanos obligando a los “rojos” a jugar frente al Saprissa la promoción.

## Tabla de posiciones
| Equipo | Pts | PJ | PG | PE | PP | GF | GC | DG  |
| --- | --- | -- | -- | -- | -- | -- | -- | --- |
| Liga Deportiva Alajuelense | 9   | 6  | 4  | 1  | 1  | 14 | 5  | +9  |
| Club Sport Herediano | 8   | 6  | 4  | 0  | 2  | 22 | 14 | +8  |
| Club Sport Cartaginés | 6   | 6  | 3  | 0  | 3  | 23 | 20 | +3  |
| Orión F.C. | 6   | 6  | 3  | 0  | 3  | 16 | 20 | -4  |
| Universidad de Costa Rica | 5   | 6  | 2  | 1  | 3  | 14 | 14 | 0   |
| Sociedad Gimnástica Española | 4   | 6  | 2  | 0  | 4  | 15 | 21 | -6  |
| Club Sport La Libertad | 4   | 6  | 2  | 0  | 4  | 17 | 27 | -10 |
| Pts – Puntos; PJ – Partidos Jugados; PG - Partidos Ganados; PE - Partidos Empatados; PP - Partidos Perdidos; GF – Goles a Favor; GC – Goles en Contra; DG – Diferencia de Goles |     |    |    |    |    |    |    |     |

|  |                                       |
|  | Disputaron Cuadrangular por el título |

|  |                                        |
|  | Disputaron liguilla por el no descenso |

### Cuadrangular Final
| Equipo | Pts | PJ | PG | PE | PP | GF | GC | DG |
| --- | --- | -- | -- | -- | -- | -- | -- | -- |
| Club Sport Herediano | 5   | 3  | 2  | 1  | 0  | 7  | 4  | +3 |
| Orión F.C. | 4   | 3  | 2  | 0  | 1  | 7  | 3  | +4 |
| Liga Deportiva Alajuelense | 3   | 3  | 1  | 1  | 1  | 5  | 4  | +1 |
| Club Sport Cartaginés | 0   | 3  | 0  | 0  | 3  | 5  | 13 | -8 |
| Pts – Puntos; PJ – Partidos Jugados; PG - Partidos Ganados; PE - Partidos Empatados; PP - Partidos Perdidos; GF – Goles a Favor; GC – Goles en Contra; DG – Diferencia de Goles |     |    |    |    |    |    |    |    |

|  |                  |
|  | Campeón Nacional |

| Campeón Club Sport Herediano Campeonato #12 |

Planilla del Campeón: Jorge Rodríguez, Max Villalobos, León Alvarado, Carlos Garita, Manuel Arias, Efraín Muñoz, Eladio Esquivel, Aníbal Varela, Humberto Marín, Rodrigo Carmona, Amado Calvo, Mario Murillo, Edgar Quesada, Marco Ovares.

## Goleador
| Jugador        | Equipo    | Goles |
| -------------- | --------- | ----- |
| Virgilio Muñoz | Herediano | 11    |

## Descenso
Saprissa ganó el partido de ida 3-0 y Gimnástica el de vuelta 6-2, el partido de desemptate fue ganado por Gimnástica Española 2-1, pese a eso se optó por ascender al Deportivo Saprissa por un acuerdo Federativo.
| Promoción del no descenso 1948 | Promoción del no descenso 1948 |
| ------------------------------ | ------------------------------ |
| Descendido a Segunda División  | No hubo                        |
| Ascenso a Primera División     | Deportivo Saprissa             |

## Torneos
| Predecesor: Campeonato 1947 | Liga de Fútbol de Costa Rica Campeonato 1948 | Sucesor: Campeonato 1949 |